# Club (сигареты)
Kensitas Club (сокращённо, Club) — шотландский бренд сигарет, который в настоящее время принадлежит Gallaher Group, дочерней компании Japan Tobacco. До мая 2017 года сигареты Club поставлялись в Великобританию в яркой синей упаковке с надписью «CLUB» и головой льва.

## Информация о бренде
- Kensitas Club доступен в размерах «кинг-сайз» и «супер-кинг-сайз». В августе 2018 года ассортимент продукции пополнился табаком для ручного скручивания[1].
- Kensitas утверждает, что их сигареты «были изготовлены по частной технологии Kensitas, которая включает использование ультрафиолетовых лучей»[2]
- Бренд заработал свою популярность, используя подарочные купоны, вложенные в пачки сигарет, которые можно было сохранить и обменять в сувенирных центрах Kensitas в крупных городах Великобритании.
- Пачки и банки сигарет Kensitas Club, начиная с 1930-х годов, содержали различные серии сигаретных карточек . В серию вошли флаги Британской империи , а также стран Европы[3] .
- В феврале 2018 года бренд был перезапущен по цене около 7,65₤ за упаковку из 20 штук[4].  До этого упаковка стоила около 10,55₤[4].  Все пачки размером в 10 сигарет были запрещены к продаже и распространению в Великобритании в мае 2017 года[5].
- Каждая сигарета содержит 10 мг монооксида углерода , 10 мг смолы и 0,9 мг никотина.

## Реклама
Ранее, на упаковках и рекламе бренда фигурировал дворецкий Дженкин, который всегда изображался преподносящим сигареты на подносе. Kensitas продолжала использовать Дженкин в своей рекламе до конца 1950-х годов. 
Слоганы бренда звучат так: "Kensitas - это хорошо!", "Наше убеждение, самый лучший лист" и "Настолько хороши, насколько могут быть действительно хорошие сигареты".

## Рекламные ухищрения
В газетной рекламе бренда 1932 года использовался вводящий в заблуждение текст, в котором утверждалось, что они «защитят горло» , и обещалось, что «1004 британских врача заявили, что сигареты Kensitas Club вызывают наименьшее раздражение».